# Hypernavigation
L’hypernavigation est un concept de science-fiction qui désigne les voyages spatiaux qui se font à une vitesse supérieure de celle de la lumière. On distingue deux types d'hypernavigation : le « jump drive » (téléportation instantanée d'un point à l'autre de l'espace) et le « warp drive » (avec une durée du voyage non nulle). L'hypernavigation est notamment présente dans Star Trek ou Star Wars.

## Œuvres faisant mention de l'hypernavigation

### Livres
- Fondation foudroyée et Terre et Fondation d'Isaac Asimov[3]
- Les nouvelles « Risque » et « Évasion ! » du recueil Nous les robots d'Isaac Asimov[4]

### Films
- Star Wars
- Interstellar de Christopher Nolan

### Séries Télévisées
- Star Trek
- Stargate[5]

### Jeux vidéo
- Starbound des studios Chucklefish[6]
- Elite: Dangerous de Frontier Developments